# Gustav Köhler (peintre)
Pour les articles homonymes, voir Köhler.
Gustav Köhler (né le 20 juillet 1859 à Dortmund, mort en 1922 à Munich) est un peintre allemand.

## Biographie
Gustav Köhler étudie de 1881 à 1883 à l'Académie des beaux-arts de Düsseldorf auprès de Heinrich Lauenstein, Hugo Crola et Eduard Gebhardt, puis de 1884 à 1885 à Munich auprès de Karl Rickelt (de) et Friedrich Fehr. Après ses études, il travaille à Munich, et fait des expositions, notamment au palais des glaces de Munich. En 1897, il épouse la sculptrice Eleonore Pohlschröder.

## Musées et collections publiques
- Musée national des beaux-arts du Québec[1]

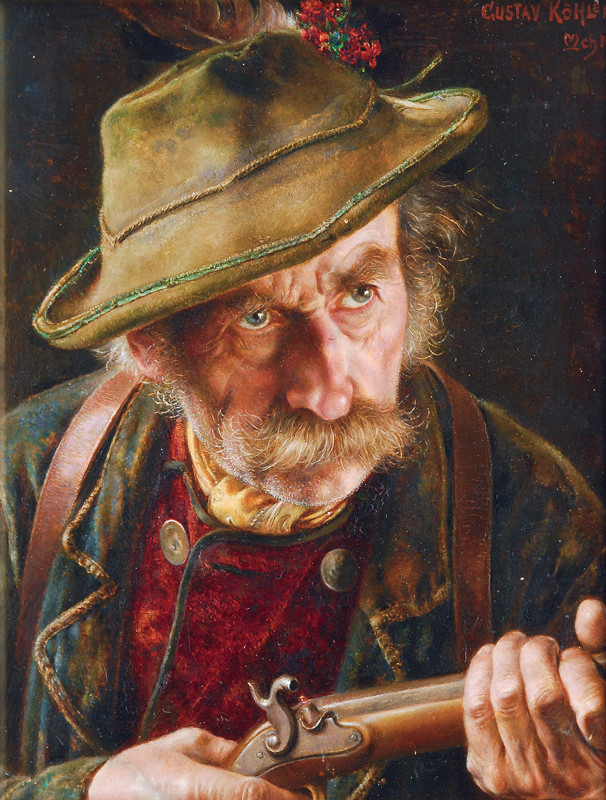
Portait de caractère d'un chasseur.
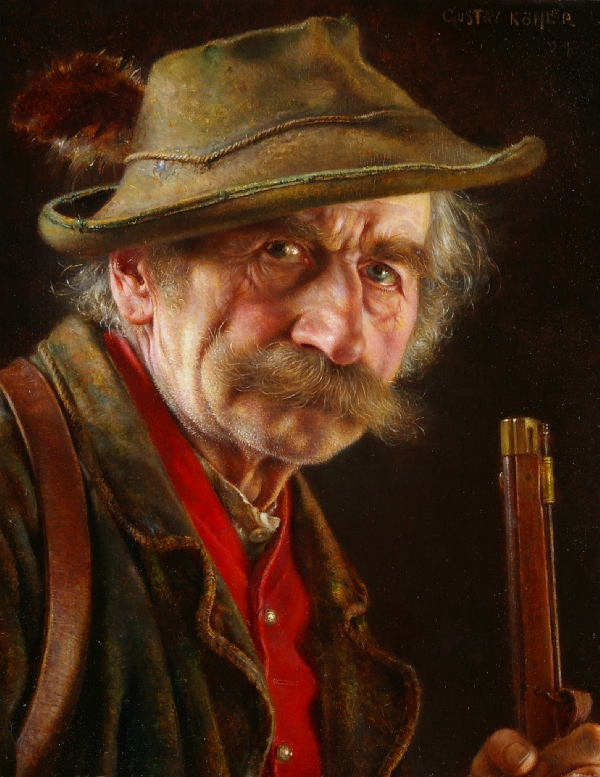
Portait de caractère d'un chasseur.